# Гагаринская улица (Санкт-Петербург)
Гага́ринская у́лица — улица в Центральном районе Санкт-Петербурга. Проходит от набережной Кутузова до улицы Пестеля.

## История
Название происходит от Гагариной пристани, располагавшейся напротив улицы.
Улица, состоящая как бы из двух отрезков, существует с XIX века. Один существовал уже в первой трети XVIII века: начинался от Гагариной пристани на Неве, проходил мимо старого Запасного двора и оканчивался за мостом через засыпанный в 1765 году Косой канал, у Сергиевской улицы (ныне — улица Чайковского). На плане Петербурга 1776 года именно этот отрезок имел название «Гагаринская улица». Другой отрезок был безымянным. К 1790 году, после постройки каменного Пустого рынка, оба отрезка «новой», или «новопроложенной», улицы были объединены под одним названием.
С 1952 по 1998 год называлась улица Фурманова в честь красного комиссара Гражданской войны, советского писателя Д. А. Фурманова.
Пересекает:
- набережную Кутузова
- Шпалерную улицу
- улицу Чайковского
- улицу Оружейника Фёдорова
- Гангутскую улицу
- улицу Пестеля

## Достопримечательности

### По чётной стороне
- Дом № 6: в XVIII веке здесь размещалась позументная фабрика С. Ф. Роговикова, просуществовавшая до 1807 года. В 1813 году здесь продавались «…два каменные трёхэтажные дома, под № 24, со Всеми к ним службами, конюшнями, каретными сараями, погребами, лавочкою, лабазом, и с садом с оранжереями, теплицами и парниками»[2]
- Дом № 6/1 А: Европейский университет в Санкт-Петербурге
- Дом № 16  7802649000: участок принадлежал в XVIII веке придворному келлермейстеру И. М. Гудимову, при котором здесь находился «деревянный, на каменном фундаменте дом». После него участком владела вдова «датского агента» Иоганна Гротена Каролина, а с 1800 года — семья Кадалинцевых. На участке, принадлежавшем с 1825 года Бибиковым[Комм 1] в 1836 году по проекту архитектора М. А. Макарова был построен каменный дом, который сдавался внаём. Здесь у Е. А. и С. Н. Карамзиных в 1839—1851 гг. бывали поэт М. Ю. Лермонтов, композитор М. И. Глинка и другие деятели русской культуры.

### По нечётной стороне
- Дом № 1/24  7810677000: в 1775 году И. И. Меллер-Закомельский купил у Федула Михайлова его участок у Гагариной пристани с имевшимся на нём деревянным строением, сломав которое, построил трёхэтажный особняк с двухэтажными флигелями. При Меллере особняк сдавался внаём — одним из нанимателей был граф Калиостро. В 1799 году наследники И. И. Меллер-Закомельского продали дом графу Петру Кирилловичу Разумовскому. С 1825 года владельцем большого трёхэтажного дома стал А. Г. Кушелев-Безбородко, который пригласил для перестройки здания архитектора В. А. Глинку. После покупки соседнего участка по Гагаринской улице (на месте дома № 3) соседние здания были соединены и в них разместилась огромная картинная галерея графа. В 1852—1853 годах по проекту А.  И. Штакеншнейдера изменены его фасады и выполнена великолепная внутренняя отделка, в значительной части сохранившаяся. В 1855 году, после смерти графа, участок вновь был поделён между сыновьями: старшему, Григорию, достался угловой дом на набережной, а младшему, Николаю — соседнее здание. В дальнейшем он принадлежал графине А. Г. Шереметьевой (в 1870-х годах), сыну декабриста князю М. С. Волконскому (в 1880-х годах), а в 1892 году перешел купцу 1-й гильдии А. Г. Елисееву. В 1920-х годах в здании работала «Фабрика эксцентрического актера», организованная Г. М. Козинцевым и Л. З. Траубергом. В 1924 году здесь жил С. А. Есенин[3].

- Дом № 3  7810678000: первым владельцем был Н. Н. Трубецкой. После приобретения здания А. Г. Кушелевым-Безбородко он был соединён с соседним зданием. В 1856 году Н. А. Кушелев-Безбородко пригласил архитектора Э. Я. Шмидта, который за пять лет создал комплекс усадьбы, в облицовке которой использовал разнообразные виды мрамора, отчего особняк стали называть Малым мраморным дворцом. В 1873 году дворец перешёл в собственность императорской фамилии — на часть доставшегося капитала, завещанного «старшему сыну старшего брата царствующего Государя», его приобрёл великий князь Николай Константинович[4]. В 1882—1913 годах дворец принадлежал морганатической супруге императора Александра II светлейшей княгине Юрьевской Е. М. Долгоруковой. В 1913 году, будучи в Ницце, княгиня продала дворец со всей обстановкой дочери камер-юнкера Высочайшего Двора Екатерине Павловне Леонард за 1 200 000 рублей наличными[3].
- Дом № 5  7831863000: в 1790-х годах принадлежал придворному казначею Курятникову, последняя перестройка прошла в 1911—1912 г. под руководством гражд. инженера И. И. Бургазлиева. Был куплен в начале XX века Столыпиным в собственность. Построен для сестры гофмейстера Алексея Нейдгардта, которая была женой Петра Столыпина. В настоящее время в здании расположена частная школа.
- Дом № 11: в период с 1946 года по 20.4.1973 в кв. 4 жил Н. К. Симонов.
- Дом № 19  7831865000 — дом Капушкина, 1843 г.
- Дом № 23: здание Третьей гимназии (1822, архитектор П. Д. Шретер; 1835—1845, академик архитектуры А. Ф. Щедрин). С 1928 года здесь находится ЕТШ № 13.

## Комментарии
1. ↑  Дмитрий Гаврилович Бибиков, в 1826 году женился на богатой наследнице Софье Сергеевне Кушниковой (1807—1882), старшей дочери С. С. Кушникова, которая получила в приданое обширный участок с домом выходившим на соседнюю Моховую улицу.